# Ocean City (Washington)
Pour les articles homonymes, voir Ocean City.
Ocean City est une census-designated place (CDP) du comté de Grays Harbor, dans l'État de Washington, aux États-Unis.